# Baumstachler

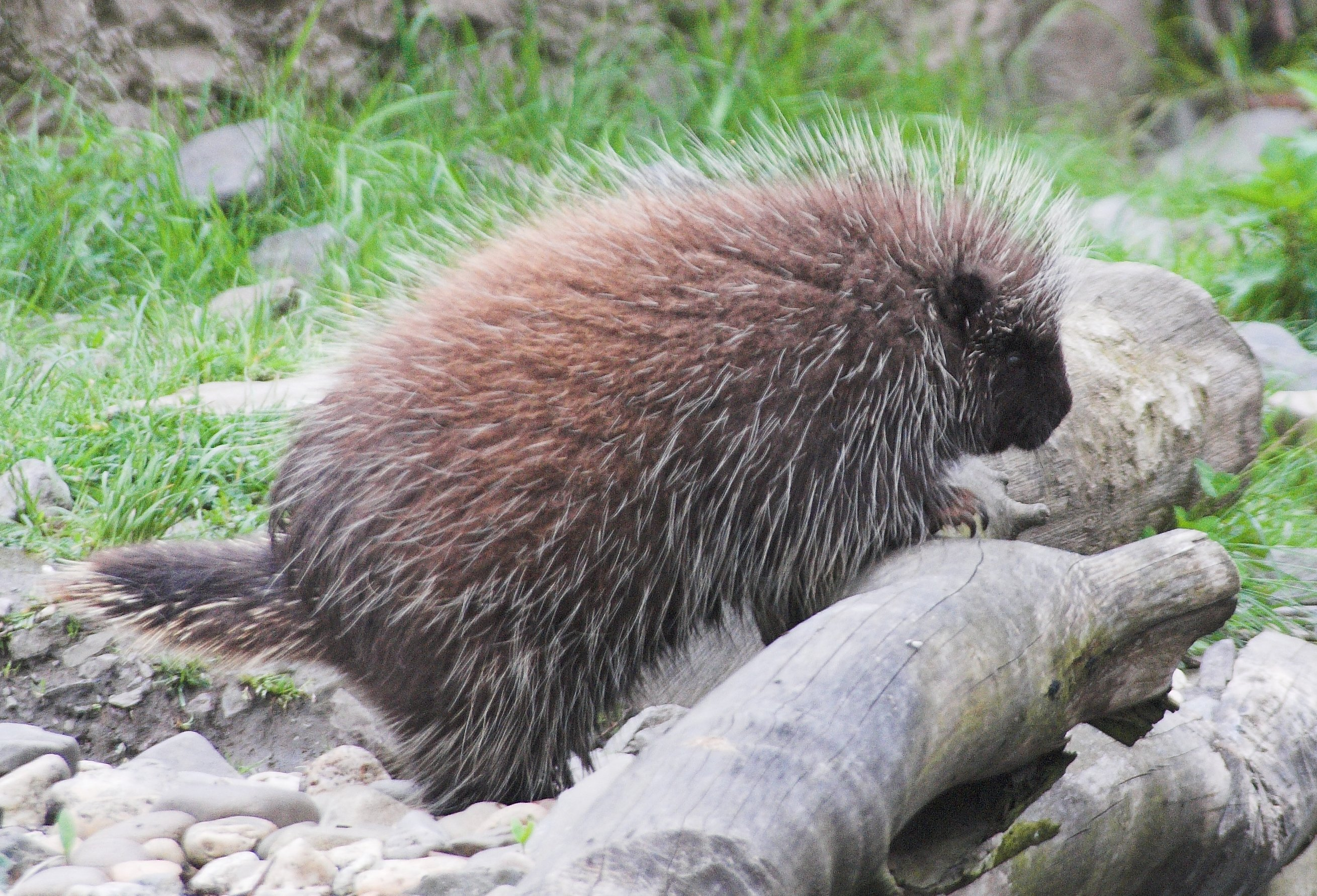
Baumstachler

Die Baumstachler oder Neuweltstachelschweine (Erethizontidae) sind eine Familie aus der Ordnung der Nagetiere. Sie ähneln im Körperbau den Stachelschweinen (Hystricidae) der Alten Welt. Zwar gehören beide Gruppen zu den Stachelschweinverwandten (Hystricognatha), dürften jedoch nicht sehr eng miteinander verwandt sein, die Ähnlichkeiten basieren lediglich auf Konvergenz. Baumstachler sind auf dem ganzen amerikanischen Kontinent von Alaska bis ins nördliche Argentinien verbreitet.

## Beschreibung
Es handelt sich um schwerfällige, relativ große Nagetiere, die im Gegensatz zu den Stachelschweinen zu einem gewissen Grad an eine kletternde Lebensweise angepasst sind. Die Fußballen sind verbreitert und die Großzehe meistens zurückgebildet. Der Schwanz ist bei den Greifstachlern und den Südamerikanischen Baumstachlern lang und stachellos und zum Greifschwanz entwickelt. Das Stachelkleid besteht aus modifizierten kurzen Haaren, die – anders als bei den Stachelschweinen – einzeln in der Hautmuskulatur verankert sind. Die Kopf-Rumpf-Länge dieser Tiere variiert von 30 bis 90 Zentimetern, das Gewicht kann beim Urson (Erethizon dorsatum) bis zu 18 Kilogramm betragen.

## Lebensweise
Wälder sind der bevorzugte Lebensraum der meisten Arten, doch der Urson kann auch im Grasland oder in felsigem Gebiet vorkommen. Die Nahrung dieser Tiere besteht aus Pflanzenmaterial wie Rinde, Knospen, Baumnadeln, Wurzeln, Blättern und Früchten. Baumstachler sind oft auf Bäumen zu finden, da sie gut klettern können. Sie sind generell nachtaktiv und leben einzeln oder in Paaren.

## Systematik
Die Familie Erethizontidae umfasst drei Gattungen mit rund 18 Arten:
- Unterfamilie Chaetomyinae
  - Gattung Chaetomys – Es ist umstritten, ob Chaetomys zu den Baumstachlern oder zu den Stachelratten gehört.[1]
    - Chaetomys subspinosus – Borstenbaumstachler, lebt in Südostbrasilien
- Unterfamilie Erethizontinae
  - Gattung Coendou – Greifstachler[2]
    - Coendou baturitensis – Baturité-Baumstachler, Baturité ist eine Stadt im brasilianischen Bundesstaat Ceará, im Jahr 2013 entdeckt[3]
    - Coendou bicolor – Zweifarbenrücken-Baumstachler
    - Coendou ichillus – Gestreifter Zwerg-Baumstachler, lebt im östlichen Ecuador
    - Coendou insidiosus – Bahia-Baumstachler, wolliger Baumstachler, lebt im südöstlichen Brasilien
    - Coendou melanurus – Schwarzschwänziger, behaarter Zwerg-Baumstachler, Schwarzschwanz-Baumstachler. Nördliches Südamerika
    - Coendou mexicanus – Mexikanischer behaarter Zwerg-Baumstachler, Mittelamerikanischer Baumstachler
    - Coendou nycthemera – Schwarzer Zwerg-Baumstachler
    - Coendou prehensilis – Cuandu, Brasilianischer Baumstachler
    - Coendou pruinosus – Punktrücken-Zwergbaumstachler, Punktrücken-Baumstachler, Venezuela
    - Coendou quichua – Anden-Baumstachler
    - Coendou rothschildi – Rothschilds Baumstachler
    - Coendou roosmalenorum – Roosmalen-Zwerg-Baumstachler, Roosmalen-Baumstachler, Brasilien
    - Coendou rufescens – Bergstachler, Stummelschwanz-Baumstachler; früher Gattung Echinoprocta
    - Coendou sanctamartae – Santa-Marta-Baumstachler
    - Coendou speratus – Coandumirim; 2013 erstbeschrieben[4]
    - Coendou spinosus – Dichthaar-Baumstachler, Dichthaariger Paraguay-Zwerg-Baumstachler
    - Coendou vestitus – Brauner Baumstachler, Brauner Zwerg-Baumstachler

  - Gattung Erethizon
    - Erethizon dorsatum – Urson oder Baumstachelschwein, in Kanada und den USA verbreitet; der größte Vertreter seiner Familie.[1]

Früher wurden eine Reihe von Baumstachlern Südamerikas in die Gattung Sphiggurus gestellt. Diese waren: Sphiggurus ichillus, Sphiggurus insidiosus, Sphiggurus melanurus, Sphiggurus mexicanus, Sphiggurus pruinosus, Sphiggurus roosmalenorum, Sphiggurus spinosus, Sphiggurus villosus und Sphiggurus vestitus.